# Spilosoma aspersa
Spilosoma aspersa là một loài bướm đêm thuộc phân họ Arctiinae, họ Erebidae.